# دیلشاد وادساریا
دیلشاد وادساریا (انگلیسی: Dilshad Vadsaria؛ زادهٔ ۱۴ سپتامبر ۱۹۸۵) یک هنرپیشه اهل ایالات متحده آمریکا است. وی از سال ۲۰۰۶ میلادی تاکنون مشغول فعالیت بوده‌است و اصالتی هندی و پرتغالی دارد.

## گزیدهٔ آثار

### سینما
- ۳۰ دقیقه یا کمتر (۲۰۱۱)

### تلویزیون
- سی‌اس‌آی: میامی (۲۰۱۰)
- استخوان‌ها (۲۰۱۰)
- ان‌سی‌آی‌اس (۲۰۰۹)
- جنگجوهای آزادی: ری (۲۰۱۷)